# João Alves dos Santos
João Alves dos Santos OFMCap (* 9. Dezember 1956 in Alto Alegre; † 9. April 2015) war ein brasilianischer Ordensgeistlicher und Bischof von Paranaguá.

## Leben
João Alves dos Santos trat der Ordensgemeinschaft der Kapuziner bei, legte die Profess am 31. Dezember 1976 ab und empfing am 4. Dezember 1982 die Priesterweihe.
Papst Benedikt XVI. ernannte ihn am 2. August 2006 zum Bischof von Paranaguá. Die Bischofsweihe spendete ihm der Erzbischof von São Paulo, Cláudio Kardinal Hummes OFM, am 30. September desselben Jahres; Mitkonsekratoren waren José Soares Filho OFMCap, Bischof von Carolina, und Alfredo Ernest Novak CSsR, Altbischof von Paranaguá. Als Wahlspruch wählte er COMO AQUELE QUE SERVE.  Die Amtseinführung im Bistum Paranaguá fand am 18. Oktober desselben Jahres statt.